# 今中健二
今中 健二（いまなか けんじ、1972年 - ）は、日本の中医師、中国医学協会会長、兵庫県出身。西洋医学と中国伝統医学を融合させた患者中心の医療技術の普及に努めており、教育、講演、執筆活動を通じて広く活躍している。

## 経歴
学生時代に母親を癌で亡くしたことをきっかけに医療に関心を持ち、社会人経験を経て中国贛南医学院へ留学。中医師免許を取得し、中国江西省新余市第四医院で治療に従事した。2006年に帰国後、神戸市を拠点に中国伝統医学の普及活動を開始。2020年には中国医学協会を設立し中医学を基盤とした医療の発展に貢献している。医師や看護師、一般の人々向けに中医学の啓発と実践指導を行い、医療と家庭ケアの向上に寄与している。

## 活動実績
- 2014年9月 - 医学部生や看護学生向けに中医学講座を開講。中医診断を用いたアセスメントや食事療法、マッサージ、漢方などの補完ケアを教育。
- 2015年1月 - 一般向け中医学講座を開始。在宅看護環境で医療従事者や家族が実践できる食療法、運動養生、アロマ療法などを指導（現在も継続中）。
- 2017年6月～2022年 - 神戸市立神戸看護大学で公衆衛生学特別講義を担当。
- 2020年 - 中国医学協会を設立し、中医学検定や助産師向け講座など、幅広い教育活動を展開。

## 著書
- 2019年 - 『胃のむくみをとると健康になる』（サンマーク出版）
- 2020年 - 『医療従事者のための中医学入門』（メディカ出版）
- 2023年 - 『中医学検定2級・3級公式テキスト』（メディカ出版）
- 2023年 - 『マンガならわかる漢方入門』（メディカ出版）

## 主な講演・発表
- 2019年9月 - 「日本の季節に合わせた疾患のケアの方法」（文化看護学会）
- 2020年7月- 「アジア文化のケアに影響を与える中国医学とは」（文化看護学会学術集会特別講演）
- 2019年～2022年 - 「がんの原因と対策」「産後のケア」などのテーマで全国で講演を実施。
- その他、ラヂオきしわだ『YuiのホッとタイムMonday』レギュラーなど。メディア出演多数。